# 王铺镇
王铺镇，是中华人民共和国甘肃省天水市秦安县下辖的一个乡镇级行政单位。
2016年，甘肃省民政厅批复同意撤销王铺乡，设立王铺镇。

## 行政区划
王铺镇下辖以下地区：
王铺村、阳洼村、梁岘村、马庄村、五营村、半墩村、冯员村、曹湾村、冯沟村、罗店村、罗孟村、冯堡村、岳谢村、郭岔村、崔岔村、贾岔村、芦胡村、杨崖村、周岔村、连湾村、高湾村、郭集村、榆木村、坡洼村、大寺村、青林村、庞河村、邵庄村、张咀村和师山村。